# Bjørnnutane
Die Bjørnnutane sind bis zu 2590 m hohe Nunatakker in der Heimefrontfjella des ostantarktischen Königin-Maud-Lands. Sie ragen in der XU-Fjella auf.
Wissenschaftler des Norwegischen Polarinstituts benannten sie 1967 nach den beiden Studenten Bjørn Eriksen (1916–1943) und Bjørn Reinertsen (1920–1943), die als Anführer der Widerstandsbewegung gegen die deutsche Okkupation Norwegens im Zweiten Weltkrieg von den Besatzern ermordet wurden.